# Vandana Srinivasan

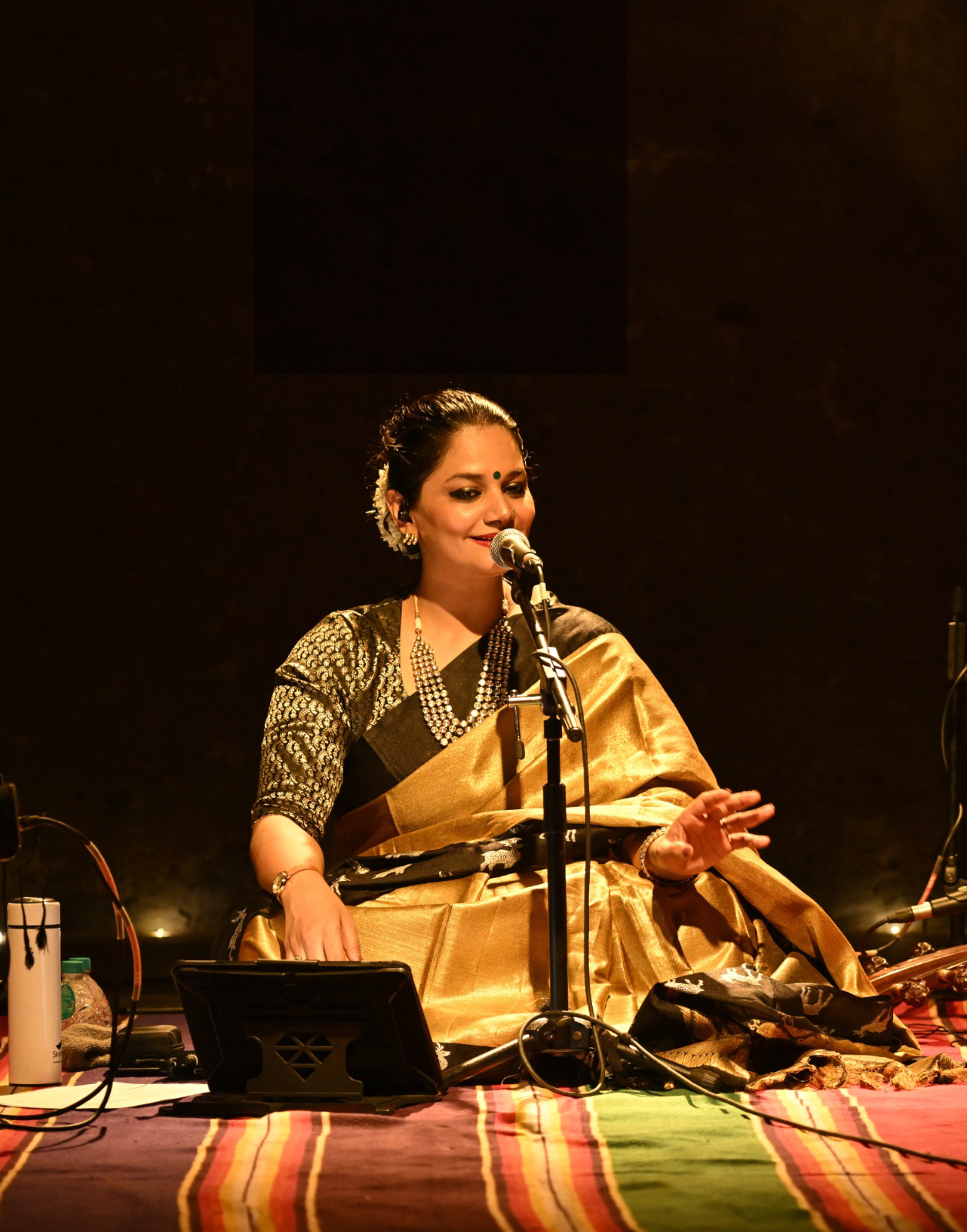
Vandana Srinivasan

Vandana Srinivasan (n. un 22 de mayo) es una cantante de playback hindú, una de las artistas más reconocidas del cine del Sur de la India.

## Biografía
Vandana comenzó a entrenarse en el estilo de la Música Carnatic clásica a una edad temprana con su Guru, la Sra. Sita Krishnan, hasta que terminó la escuela secundaria. Ella se trasladó a Madrás, India, en 2006 para especializarse en Psicología Femenina en el Christian College (Universidad de Madras). Se formó en el estilo de la música indostánica clásica india bajo su Guru, la señora Tanushree Saha. Luego se mudó a Londres en 2009, para obtener un título de postgrado en Psicología Organizacional y Social en una Escuela de Londres, en las carreras de Economía y Ciencias Políticas. Ella obtuvo una variedad de diversas influencias musicales mientras residía Londres y en particular logró explorar la música Bangla. Tras su regreso a Madras a comienzos del 2011, se hizo conocer como una intérprete independiente y como una cantante del género playback. Además ella es la vocalista principal del grupo Staccato, una banda musical formada en Madras, cuyo fuerte es la música india. Participa activamente en su trabajo con diferentes artistas.

## Discografía
Temas musicales de Playback
| Año  | Álbum                 | Canción                          | Composición         |
| ---- | --------------------- | -------------------------------- | ------------------- |
| 2014 | Ennathan Pesuvatho    | "Sabke Vinathi (Female Version)" | D. Imman            |
| 2014 | Manja Pai             | "Pathu Pathu"                    | N. R. Raghunanthan  |
| 2014 | Rummy                 | "Koodamela Koodavechi"           | D. Imman            |
| 2014 | Naan Sigappu Manithan | "Penne Oh Penne"                 | G. V. Prakash Kumar |
| 2013 | Raja Rani             | "Unnale"                         | G. V. Prakash Kumar |
| 2013 | Paradesi              | "Avatha Paiya"                   | G. V. Prakash Kumar |
| 2012 | Madhubana Kadai       | "Polladha Kuthirai"              | Ved Shankar         |
| 2012 | Thaandavam            | "Oru Padhi Kadhavu"              | G. V. Prakash Kumar |